# Hyttsjön (Åtvids socken, Östergötland)
Hyttsjön är en sjö i Åtvidabergs kommun i Östergötland och ingår i Storåns huvudavrinningsområde. Sjön har en area på 0,0682 kvadratkilometer och ligger 90,9 meter över havet.

## Delavrinningsområde
Hyttsjön ingår i det delavrinningsområde (645251-151373) som SMHI kallar för Utloppet av Håcklasjön. Medelhöjden är 96 meter över havet och ytan är 11,55 kvadratkilometer. Räknas de 18 avrinningsområdena uppströms in blir den ackumulerade arean 150,89 kvadratkilometer. Avrinningsområdets utflöde Storån (Fallån) mynnar i havet. Avrinningsområdet består mestadels av skog (33 procent), öppen mark (11 procent) och jordbruk (15 procent). Avrinningsområdet har 0,47 kvadratkilometer vattenytor vilket ger det en sjöprocent på 4,1 procent. Bebyggelsen i området täcker en yta av 4,19 kvadratkilometer eller 36 procent av avrinningsområdet.